# Oleksandr Kucher
Oleksandr Mykolaïovytch Kucher (en ukrainien : Олександр Миколайович Кучер) est un ancien footballeur ukrainien, né le 22 octobre 1982 à Kiev. Il évoluait au poste de défenseur central avant de devenir entraîneur.

## Palmarès
Chakhtar Donetsk
- Championnat d'Ukraine :
  - Champion : 2008, 2010, 2011, 2012, 2013, 2014 et 2017

- Coupe d'Ukraine :
  - Vainqueur : 2008, 2011, 2012, 2013, 2016 et 2017

- Supercoupe d'Ukraine :
  - Vainqueur : 2008, 2010, 2012, 2013, 2014 et 2015

- Coupe UEFA :
  - Vainqueur : 2009